# Gerdīk Nāşer
Gerdīk Nāşer (persiska: گِرديكناصِر, Gerdīknāşer, گِردَكناصِر, گردیک ناصر) är en ort i Iran.   Den ligger i provinsen Västazarbaijan, i den nordvästra delen av landet, 600 km väster om huvudstaden Teheran. Gerdīk Nāşer ligger 1 485 meter över havet och antalet invånare är 301.
Terrängen runt Gerdīk Nāşer är varierad.Runt Gerdīk Nāşer är det ganska tätbefolkat, med 185 invånare per kvadratkilometer. Närmaste större samhälle är Nergī, 4,3 km norr om Gerdīk Nāşer. Trakten runt Gerdīk Nāşer består i huvudsak av gräsmarker.